# Račiněves
Račiněves je obec v okrese Litoměřice v Ústeckém kraji. Žije v ní 633 obyvatel.

## Historie
První písemná zmínka o obci pochází z roku 1262.

## Obyvatelstvo
| Rok            | 1869 | 1880 | 1890 | 1900 | 1910 | 1921 | 1930 | 1950 | 1961 | 1970 | 1980 | 1991 | 2001 | 2011 | 2021 |
| -------------- | ---- | ---- | ---- | ---- | ---- | ---- | ---- | ---- | ---- | ---- | ---- | ---- | ---- | ---- | ---- |
| Počet obyvatel | 773  | 791  | 777  | 778  | 841  | 840  | 828  | 583  | 609  | 592  | 476  | 435  | 446  | 446  | 601  |
| Počet domů     | 130  | 141  | 144  | 150  | 156  | 159  | 178  | 189  | 175  | 174  | 150  | 188  | 195  | 203  | 220  |

## Doprava
Obcí prochází železniční trať č. 096 ze Straškova do Libochovic. V roce 2007 byla osobní doprava v úseku Račiněves-Libochovice zastavena a obec se stala koncovou stanicí pro vlaky ze Straškova. V současné době (2015) je provozováno 17 spojů v pracovní dny a 14 spojů ve dnech pracovního klidu.

## Pamětihodnosti
- Kostel svatého Havla
- Boží muka

## Rodáci
- Jaroslav Květina (1930–2022), český farmakolog a univerzitní profesor, zakladatel klinické farmacie

## Další fotografie

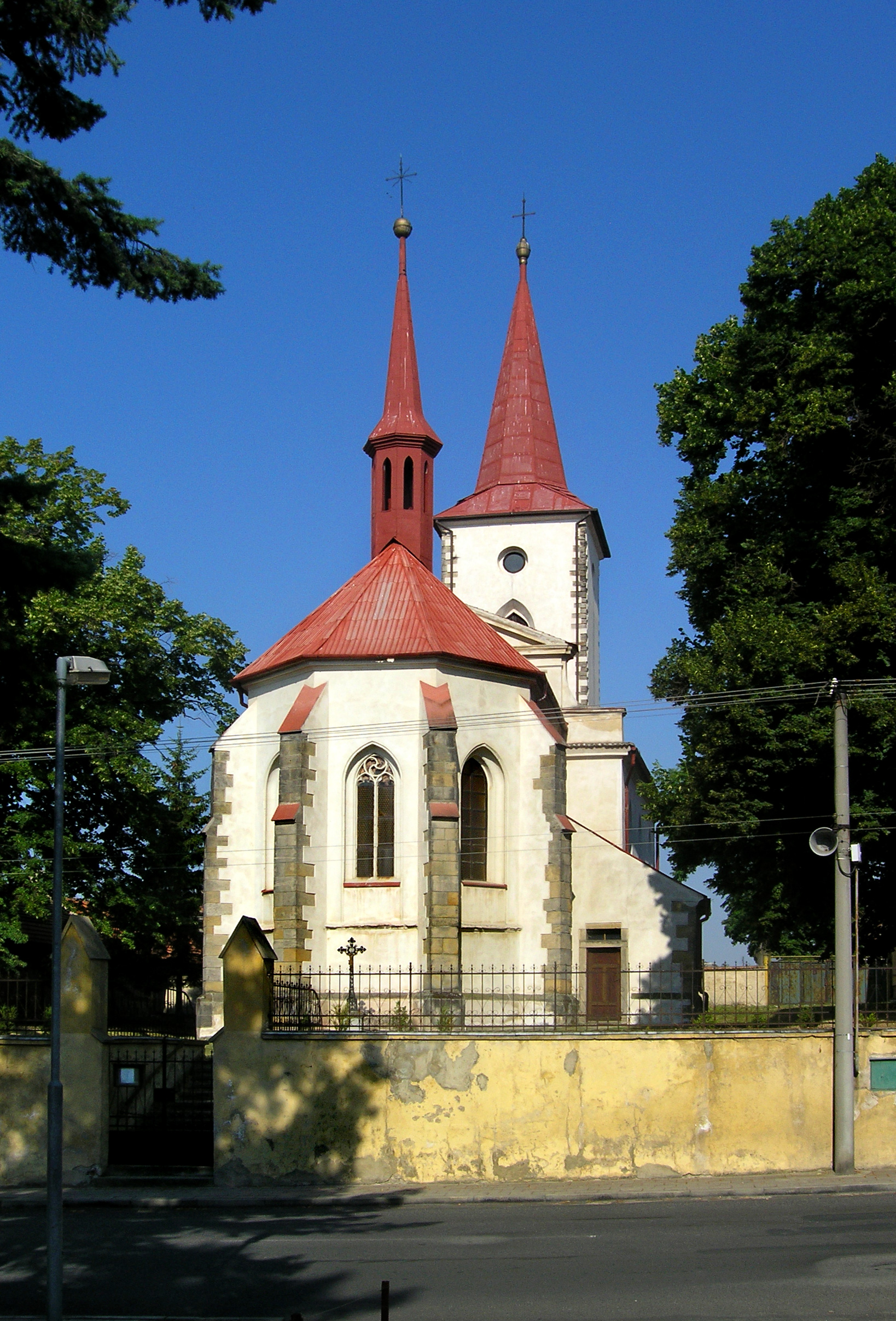
Kostel svatého Havla
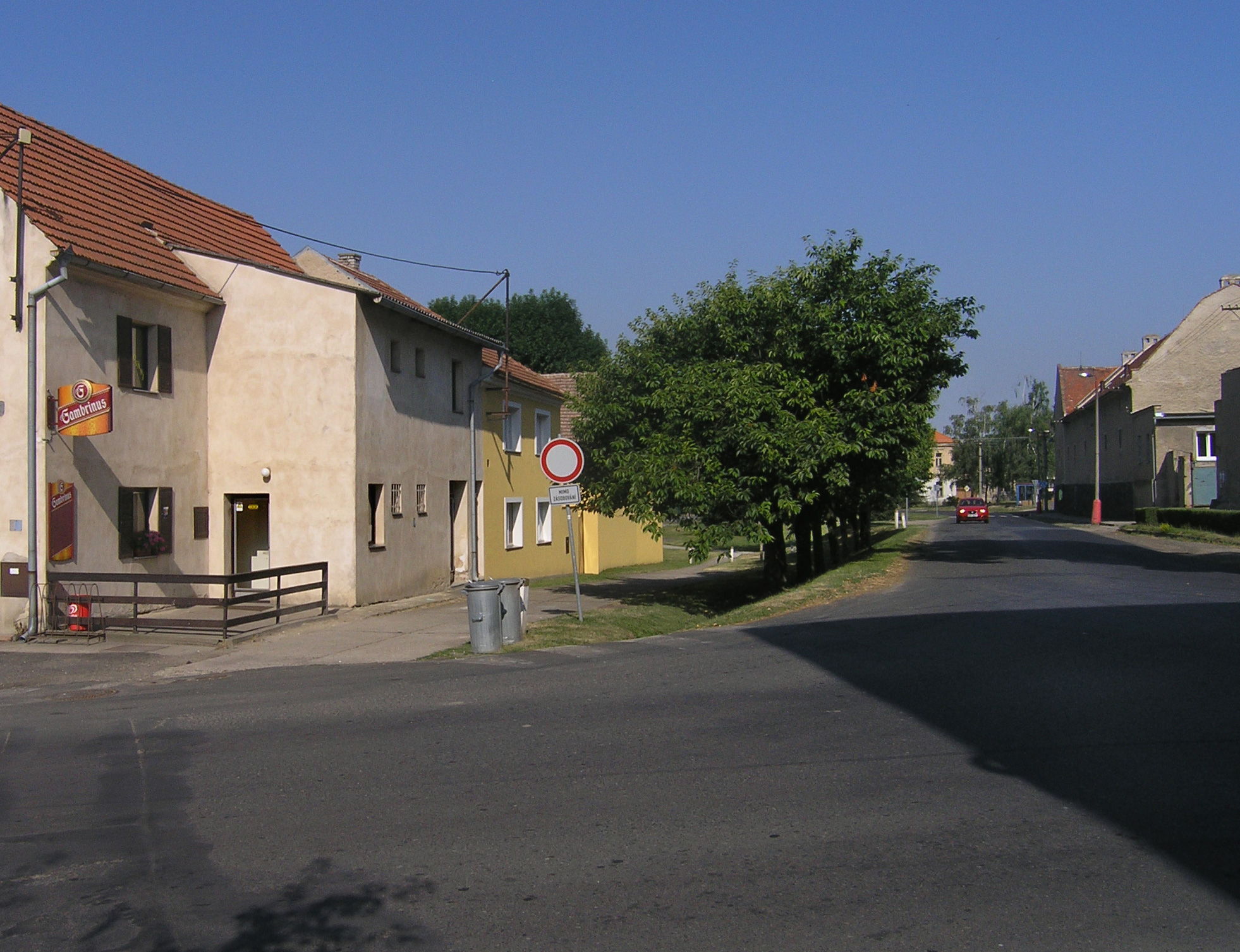
Domy u křižovatky ve středu vesnice
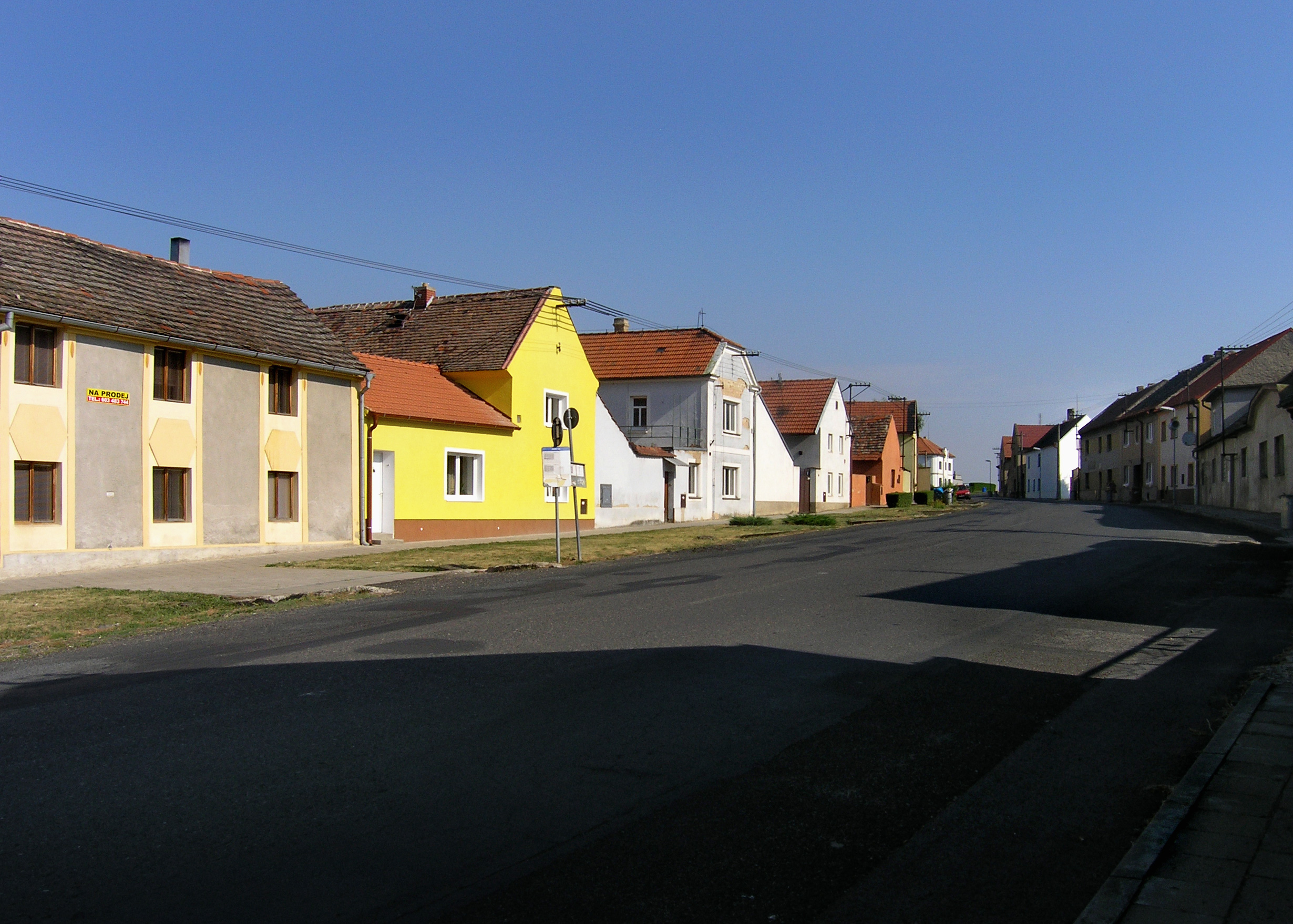
Severní část Račiněvsi
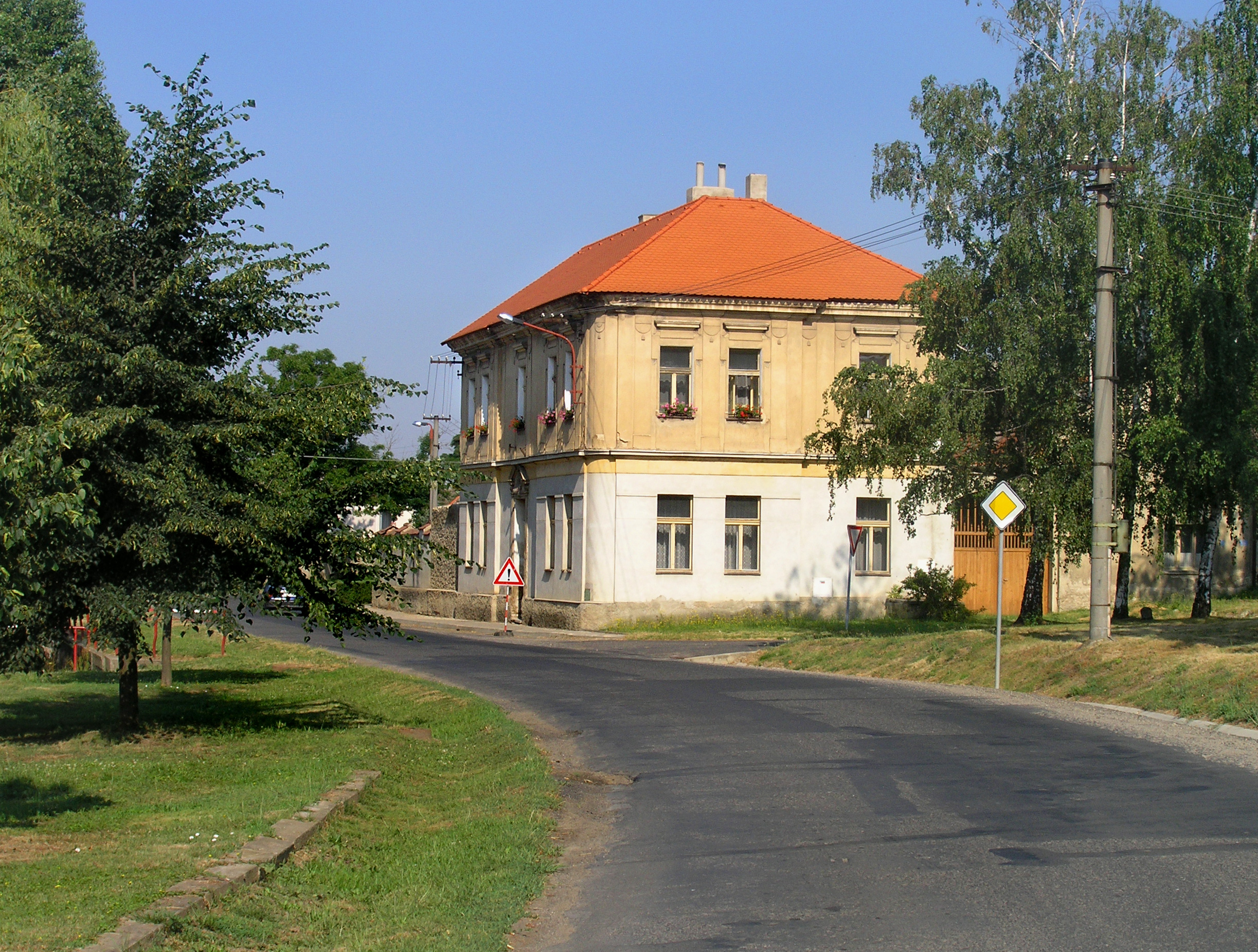